# Heathen (Thou)
Heathen è il quarto album in studio del gruppo musicale sludge metal Thou, pubblicato il 25 marzo 2014.

## Accoglienza
| Recensione  | Giudizio |
| ----------- | -------- |
| AllMusic    | [ 1 ]    |
| CraveOnline | [ 2 ]    |
| Pitchfork   | [ 3 ]    |

Gregory Heaney di AllMusic ha elogiato l'album, scrivendo che "le ricompense ripetute ascoltano nuove sorprese, dando a chiunque abbia la forza di guadare attraverso il letame e il fango, ancora più scorci sul caldo centro shoegaze che vive nel cuore di questo dooms juggernaut". Iann Robinson di CraveOnline scrisse che "Heathen ti lascia senza fiato, balbettando per elaborare un modo per elaborare tutto ciò che hai appena ascoltato" e che la band "è in grado di tradurre le parti più oscure dell'anima umana in musica, e per questo dovremmo essere tutti grati". Kim Kelly di Pitchfork ha descritto l'album come "un ritratto di una band che è in completa armonia con se stessa, se non con il mondo in cui vive". Michael Nelson di Stereogum considera il disco come "un oscuro, roboante, ambizioso album di grande dolore, ma forse ancora più grande bellezza", mentre la rivista Spin lo descrive come "il culmine di tutto quel sudore, quasi cinematico nella sfera della rabbia sofferente e ribollente che ritrae".  Robin Smith di The Quietus ritiene che il disco fosse "una canzone di doom metal siren - la sua bellezza è secondaria a un dolore per sempre"

## Riconoscimenti
| Rivista               | Paese                 | Riconoscimento                   | Posizione |
| --------------------- | --------------------- | -------------------------------- | --------- |
| Decibel               | Stati Uniti d'America | Top 40 Albums of 2014            | 6         |
| National Public Radio | Stati Uniti d'America | 10 Favorite Metal Albums Of 2014 | –         |
| Pitchfork             | Stati Uniti d'America | The Best Metal Albums of 2014    | 1         |
| Spin                  | Stati Uniti d'America | The 20 Best Metal Albums of 2014 | 6         |
| Stereogum             | Stati Uniti d'America | The 50 Best Metal Albums Of 2014 | 9         |
| Treblezine            | Stati Uniti d'America | Top 10 Metal Albums of 2014      | 8         |

## Tracce
1. Free Will – 14:35
2. Dawn – 1:18
3. Feral Faun – 9:26
4. Into the Marshland – 6:58
5. Clarity – 0:45
6. At the Foot of Mt. Driskill – 11:19
7. In Defiance of the Sages – 5:32
8. Take off Your Skin and Dance in Your Bones – 2:12
9. Immorality Dictates – 10:30
10. Ode to Physical Pain – 11:46

## Formazione
Gruppo
- Bryan Funck – voce
- Andy Gibbs – chitarra
- Matthew Thudium – chitarra
- Mitch Wells –  basso
- Josh Nee – batteria

Altri
- Emily McWilliams – cori
- Derek Zimmer – cori

Produzione
- James Whitten – missaggio, produzione
- Adam Tucker – mastering
- Mike Jones – layout